# Âncora GPI
O glicosilfosfatidilinositol, abreviado como GPI (também âncora GPI), é um glicolipídio que está covalentemente ligado ao terminal carboxilo de uma proteína através de modificação pós-traducional. Esta junção é formada no lúmen do retículo endoplasmático. A fixação destas âncoras é designada por glipiação e é comum em glicoproteínas de superfície de eucariotas e algumas archaea
Geralmente, o GPI é formado por um grupo fosfatidilinositol (dois ácidos gordos ligados a um glicerol que por sua vez está ligado a um grupo fosfoinositol), manoses e uma glicosamina que estará ligada a um aminoácido na extremidade C-terminal da proteína. Os dois ácidos gordos do grupo fosfatidilinositol ancoram a proteína à membrana plasmática.
Tal como muitas outras, as proteínas que serão ligadas ao GPI contêm um peptídeo sinal, que as guia para o retículo endoplasmático. Os aminoácidos próximos do C-terminal são muito hidrofóbicos e, quando a proteína é totalmente sintetizada, permanecem inseridos na membrana do retículo endoplasmático. Por ação enzimática, esta extremidade hidrofóbica é clivada e substituída pela âncora GPI (previamente sintetizada no mesmo retículo endoplasmático): a extremidade C-terminal da proteína liga-se ao grupo amino da glicosamina do GPI.
Posteriormente, a proteína ancorada no GPI é transportada por transporte vesicular para o aparelho de Golgi e, finalmente, para a membrana plasmática, onde permanecerá ligada à monocamada extracelular.
Tanto o resíduo lipídico da cauda como os resíduos de açúcar do núcleo de glicano GPI podem ser muito variados, demonstrando a sua ampla diversidade funcional, incluindo transdução de sinal, adesão celular e reconhecimento imunológico.  As âncoras GPI podem também ser clivadas por enzimas como a fosfolipases C para regular a localização de proteínas que estão ancoradas na membrana plasmática.
O funcionamento incorreto da âncora GPI pode provocar patologias como hemoglobinúria paroxística noturna entre outras doenças.

## História e descoberta
As âncoras de fosfatidilinositol proteicas foram postuladas pela primeira vez na década de 1970 com base na capacidade de enzimas bacterianas específicas, como a fosfatase alcalina e a 5'-nucleotidase, libertarem proteínas da membrana plasmática das células de mamíferos.
Por volta de 1985, os primeiros indícios da existência deste tipo de âncoras foram revelados em diferentes estudos que investigavam a composição e estrutura de moléculas como a acetilcolinesterase do peixe Torpedo californica, a acetilcolinesterase de eritrócitos humanos e bovinos, o antigénio Thy-1 em ratos e a proteína VSG (Variant Surface Glycoprotein) de oma brucei, o parasita responsável pela doença do sono.
Finalmente, em 1988, foram obtidas as primeiras estruturas GPI completas, especificamente a da proteína VSG do Trypanosoma brucei e a do rato Thy-1.